# باشگاه فوتبال الشباب کویت
باشگاه الشباب (به عربی:نادی الشباب) یک باشگاه فوتبال از کویت است و در لیگ برتر کویت بازی می‌کند.
باشگاه الشباب کویت ۱۵ دسامبر ۱۹۶۳ در جنوب کویت تأسیس شده است.
این باشگاه سابقهٔ قهرمانی در لیگ دسته ۱ کویت را دارد.

## رنگ‌های باشگاه
| آبی | سفید |

## مسابقات قابل توجه
| میزبان |      | نتیجه |                   | مهمان  |
| ------ | ---- | ----- | ----------------- | ------ |
| الشباب | کویت | ۱–۲   | امارات متحده عربی | الوصل  |
| الشباب | کویت | ۱–۳   | کویت              | العربی |
| الشباب | کویت | ۲–۳   | مصر               | الاهلی |

## مربیان پیشین
- آلفردو کاسیمیرو